# Verrucaria striatula
Verrucaria striatula är en lavart som beskrevs av Göran Wahlenberg. Verrucaria striatula ingår i släktet Verrucaria, och familjen Verrucariaceae. Arten är reproducerande i Sverige.